# بروکس ۲۷۷۳
سیارک ۲۷۷۳ (به انگلیسی: 2773 Brooks، نامگذاری:1981JZ2) دو هزار و هفتصد و هفتاد و سومین سیارک کشف شده‌است که در ۶ مه ۱۹۸۱ کشف شد.
قدر مطلق سیارک برابر ۱۳٫۳۰ است.